# Saint-Jean-du-Bouzet
Saint-Jean-du-Bouzet település Franciaországban, Tarn-et-Garonne megyében. Lakosainak száma 53 fő (2022. január 1.). Saint-Jean-du-Bouzet Castéra-Bouzet, Lachapelle, Mansonville és Puygaillard-de-Lomagne községekkel határos.

## Népesség
A település népessége az elmúlt években az alábbi módon változott:
| Lakosok száma | 63   | 56   | 53   | 52   | 51   | 49   | 51   | 52   | 53   |
|               | 2013 | 2015 | 2016 | 2017 | 2018 | 2019 | 2020 | 2021 | 2022 |